# Magick (album)
Pour l’article homonyme, voir Magick.

Magick est un album de John Zorn qui comprend deux pièces : Necronomicon (2003), un quatuor à cordes, et Sortilège (2002), un duo pour clarinettes basses. Il est paru en 2004 sur le label Tzadik dans la série Composer consacrée à la musique classique contemporaine.

## Titres
|       | Necronomicon (For String Quartet)  |      |
| 1.    | Conjurations                       | 2:39 |
| 2.    | The Magus                          | 6:18 |
| 3.    | Thought Forms                      | 3:01 |
| 4.    | Incunabula                         | 7:07 |
| 5.    | Asmodeus                           | 2:50 |
|       | Sortilège (For Two Bass Clarinets) |      |
| 6.    | Sortilège                          | 8:53 |
| 30:48 |                                    |      |

## Personnel
Sur Necronomicon : Crowley Quartet : 
- Jennifer Choi - violon
- Fred Sherry - violoncelle
- Jesse Mills - violon
- Richard O'Neill - alto

Sur Sortilège :
- Tim Smith - clarinette basse
- Mike Lowenstern - clarinette basse